# حلفا سبخية
الحلفا السبخية أو حلفا (الاسم العلمي: Cladium mariscus) نوع نباتي من جنس الحلفا من الفصيلة السعدية.

## البيئة والانتشار
موطنه بلاد الشام ومصر والمغرب العربي وقبرص وتركيا والقوقاز ومعظم مناطق أوروبا.
ينمو في المناطق المستنقعية ذات التربة القلوية وبجوار البحيرات. يمكن أن يصل طوله إلى 2.5 متر، أوراقه ذات حواف مسننة صلبة.
تشتهر ولاية القصرين في تونس بنبات الحلفاء المتواجد بكثرة بها؛ لهذا السبب أنشأت الدولة التونسية مصنعا لتحويل الحلفاء إلى عجين ورق يستعمل في صناعة الكتب والكراسات.

## مرادفات للاسم العلمي
- (باللاتينية: Cladium durandoi Chabert)
- (باللاتينية: Cladium floribundum C.Presl)
- (باللاتينية: Cladium germanicum Schrad.)
- (باللاتينية: Cladium jamaicense subsp. chinense (Nees) T.Koyama)
- (باللاتينية: Cladium japonicum Steud.)
- (باللاتينية: Cladium mariscus subsp. chinense (Nees) Govaerts)
- (باللاتينية: Cladium mariscus subsp. mariscus)
- (باللاتينية: Cladium palustre Poir.)
- (باللاتينية: Mariscus chinensis (Nees) Fernald)
- (باللاتينية: Mariscus cladium (Sw.) Kuntze)
- (باللاتينية: Mariscus mariscus (L.) Borbás [Invalid])
- (باللاتينية: Mariscus martii (Dufour ex Roem. & Schult.) Fernald)
- (باللاتينية: Mariscus serratus Gilib. [Invalid])
- (باللاتينية: Schoenus altissimus Salzm. ex Steud.)
- (باللاتينية: Schoenus castaneus Willd. ex Kunth)
- (باللاتينية: Schoenus cladium Sw.)
- (باللاتينية: Schoenus congestus Willd. ex Link)
- (باللاتينية: Schoenus effusus Sw.)
- (باللاتينية: Schoenus elevatus Sol. ex G.Forst.)
- (باللاتينية: Schoenus floribundus Willd. ex C.Presl)
- (باللاتينية: Schoenus mariscus L.)
- (باللاتينية: Schoenus medwedewii Meinsh.)
- (باللاتينية: Scirpus excelsus Salisb.)
- (باللاتينية: Scirpus martii Dufour ex Roem. & Schult.)